# Ефект близнюків: Меч імператора
«Ефект близнюків: Меч імператора», або «Ефект близнюків 2» (англ. The Twins Effect II) — фентезійний гонконгський фільм 2004 року режисерів Корі Юен і Патріка Леунга. Фільм є продовженням «Ефекту близнюків» (2003), але має зовсім іншу історію, порівняно з першим фільмом. Головні ролі виконали Чарлін Чой і Джиліан Чунг. У фільмі знімалися: Джекі Чан, Донні Йен, Джейсі Чан, Деніел Ву, Едісон Чен, Вілсон Чен, Тоні Люн Ка-фай, Цюй Ін та інші. Оригінальна англійська назва фільму — «Хроніки Хуаду: Лезо троянди».

## Сюжет
Дія фільму відбувається у Квітковій країні, де панує зла королева, яка почала ненавидіти чоловіків після зради її коханця, Верховного жреця, Вей Ляо. Всі чоловіки в царстві стали рабами жінок. Однак, пророцтво стверджує, що одного разу баланс між статями відновиться завдяки королю, що віднайде схований меч. Тому королева наказала вбивати всіх хлопчиків, які нагадують за описом майбутнього короля. Вірна помічниця імператриці Блакитна Птаха попереджає правительку, що табличка, яка веде до меча, вже опинилася в потрібних руках.
Одного разу двоє братів-акторів Вугільна Голова та Цегляна Голова отримують від свого друга, Пічі, карту скарбів, вирізьблену на камені. Вони доставляють карту до Скрадливого Тигр, керівника підпілля. До них приєднується работорговка Весна, що теж розшукує скарб. За ними вирушає також Блакитна Птаха, приховуючи, хто вона насправді.
Група досягає священної скелі, куди вставляє карту і скеля розкривається. Всередині міститься підземелля з багатьма мечами. Скрадливий Тигр стикається з охоронцем меча, поки решта, здавалося б, знаходять потрібний меч, але це виявляється ілюзія. Вугільна Голова несподівано для всіх бере справжній меч і викриває, що Блакитна Птаха шпигунка. Скрадливий Тигр оскаржує його право на владу та повертається до підпілля, закликаючи визнати його правителем. Вугільна Голова погоджується, що він надто молодий. Тоді втручається учасник підпілля Чорний Ліс, який застерігає, що якщо повстання провалиться, королева перетворить всіх чоловіків на жінок.
Королева викрадає Весну та Блакитну Птаху, а Вугільна Голова веде повстанців на штурм її палацу. Брати б'ються проти зачарованих Весни та Блакитної Птахи і отямлюють їх. Вугільна Голова не наважується вбити королеву, та Вей Ляо підставляється під його удар, щоб меч пронизав і королеву.
Вугільна Голова відмовляється від влади та вирушає в подорож із Блакитною Птахою. Цегляна Голова одружується з Весною і вони стають співправителями.

## У ролях
- Джейсі Чан — Вугільна Голова / Король-зірка
- Болін Чен — Цегляна Голова
- Донні Єн — генерал Лон / Скрадливий тигр
- Шарлін Чоі — Весна / 13-й майстер
- Джилліан Чанг — Синя птаха
- Тоні Леунг Ка-Фай — майстер Чорний Ліс
- Цюй Їн — зла королева
- Фан Бінбін — Червоний Стерв'ятник
- Джекі Чан — генерал Вай Шінг / Майстер обладунків (епізодична поява)
- Даніель Ву — Верховний жрець Вей Ляо (спеціальна поява)
- Едісон Чен — Пічі (гостьова поява)
- Джим Чім — Палупа
- Се Цзінцзін — Маршалл Едо Боумен
- Стівен Ченг — раб
- Кенні Кван — раб
- Сем Чан — раб
- Kam Сю-вай — раб
- Моу Кіт — раб
- Люн Юет-ван — покупчиня рабів
- Лі Нга — командирка палацової варти